# IC 3455
IC 3455 ist eine Linsenförmige Galaxie vom Hubble-Typ S0/a im Sternbild Haar der Berenike am Nordsternhimmel. Sie ist schätzungsweise 1 Milliarde Lichtjahre von der Milchstraße entfernt und hat einen Durchmesser von etwa 185.000 Lichtjahren. Im selben Himmelsareal befinden sich unter anderem die Galaxien NGC 4494.
Das Objekt wurde am 23. März 1903 vom deutschen Astronomen Max Wolf entdeckt.